# Znamir
Znamir – staropolskie imię męskie, zrekonstruowane na podstawie nazwy wsi Znamirowice, stanowiące być może uproszczoną formę niezachowanego imienia *Nieznamir (por. Nieznawuj, Niedamir).
Znamir imieniny obchodzi 30 września.